# Srpska Liga Vojvodina
Srpska liga Vojvodina (Wojwodina) (srb. Српска лига Војводина) – jest jednym z czterech okręgów Srpskiej ligi (trzecia klasa rozgrywek w Serbii). Trzy pozostałe okręgi to: Srpska Liga Beograd (Belgrad), Srpska Liga Zapad (Zachód) oraz Srpska Liga Istok (Wschód).
Organizatorem rozgrywek jest Fudbalski savez Vojvodine (srb. Фудбалски савез Војводине). Rozgrywki toczą się w jednej grupie i uczestniczy w niej 16 drużyn, które pochodzą z terenu okręgu autonomicznego Wojwodina.
Po zakończeniu sezonu mistrz awansuje bezpośrednio do Prvej ligi, a ostatnie drużyny spadną do jednej z trzech grup Zonskiej ligi: Vojvodinska liga Sjever (Bačka zona), Vojvodinska liga Istok (Banatska zona) lub Vojvodinska liga Jug (Novosadsko-sremska zona). Wcześniej w latach 2008-2014 ostatnie drużyny spadały do jednej z dwóch grup Zonskiej ligi: Vojvodinska liga Zapad (Zachód) lub Vojvodinska liga Istok (Wschód), a w latach 2003-2008 ostatnie drużyny spadały do jednej z czterech grup Zonskiej ligi: Vojvodinska liga Sjever (Północ), Vojvodinska liga Zapad (Zachód), Vojvodinska liga Istok (Wschód) lub Vojvodinska liga Jug (Południe).

## Sezony
| Sezon                | Mistrz                      | Wicemistrz                  | 3. miejsce                    |
| Serbia i Czarnogóra: |                             |                             |                               |
| 2003/04              | FK Spartak Subotica         | FK ČSK Pivara Čelarevo      | FK Big Bull Bačinci           |
| 2004/05              | FK Glogonj                  | FK ČSK Pivara Čelarevo      | FK Cement Beočin              |
| 2005/06              | FK Inđija                   | FK Bečej                    | FK Bačka Bačka Palanka        |
| Serbia:              |                             |                             |                               |
| 2006/07              | RFK Nowy Sad                | FK Proleter Nowy Sad        | FK Palić                      |
| 2007/08              | FK Zlatibor Voda Horgoš     | FK Inđija                   | FK Proleter Nowy Sad          |
| 2008/09              | FK Proleter Nowy Sad        | FK Radnički Sombor          | FK Mladost Bački Jarak        |
| 2009/10              | FK Big Bull Bačinci         | FK Veternik Nowy Sad        | FK Palić                      |
| 2010/11              | FK Donji Srem               | FK Veternik Nowy Sad        | FK Senta                      |
| 2011/12              | FK Radnički Nova Pazova     | FK Sloga Temerin            | FK ČSK Pivara Čelarevo        |
| 2012/13              | FK Dolina Padina            | FK Sloga Temerin            | FK Radnički Sremska Mitrovica |
| 2013/14              | FK Bačka Bačka Palanka      | FK Dinamo Pančevo           | FK ČSK Pivara Čelarevo        |
| 2014/15              | FK ČSK Pivara Čelarevo      | FK Senta                    | FK Bačka 1901 Subotica        |
| 2015/16              | OFK Odžaci                  | FK TSC Bačka Topola         | FK Radnički Sremska Mitrovica |
| 2016/17              | FK Bratstvo 1946 Prigrevica | FK Omladinac Novi Banovci   | FK TSC Bačka Topola           |
| 2017/18              | OFK Bečej 1918              | FK Bratstvo 1946 Prigrevica | FK Dinamo 1945 Pančevo        |
| 2018/19              | FK Kabel Nowy Sad           | FK Hajduk 1912 Kula         | FK Omladinac Novi Banovci     |
| 2019/20              | ?                           | ?                           | ?                             |

- W sezonie 2004/2005 wygrał swoje mecze barażowe i z 2. miejsca awansował FK ČSK Pivara Čelarevo.
- Przed sezonem 2005/06 FK Glogonj (mistrz Srpskiej ligi Vojvodina) oraz FK PSK Pančevo połączyły się i od sezonu 2005/06 będą występowały w Prvej lidze jako FK PSK Pančevo.
- W sezonie 2007/2008 wygrał swoje mecze barażowe i z 2. miejsca awansował FK Inđija.
- Przed sezonem 2008/09 FK Zlatibor Voda Horgoš (mistrz Srpskiej ligi Vojvodina) oraz FK Spartak Subotica (6. miejsce w Srpskiej lidze Vojvodina) połączyły się i od sezonu 2008/09 będą występowały w Prvej lidze jako FK Spartak Zlatibor Voda.
- W sezonie 2008/2009 wygrał swoje mecze barażowe i z 2. miejsca awansował FK Radnički Sombor.
- Przed sezonem 2010/11 FK Big Bull Bačinci (mistrz Srpskiej ligi Vojvodina) oraz FK Radnički Šid (14 spadkowe miejsce w Srpskiej lidze Vojvodina) połączyły się i w sezonie 2010/11 będą występowały w Prvej lidze jako FK Big Bull Radnički.
- Przed sezonem 2017/18 FK Bratstvo 1946 Prigrevica (mistrz Srpskiej ligi Vojvodina) oraz FK Omladinac Novi Banovci (wicemistrz) z powodów finansowych zrezygnowały z gry w Prvej lidze w sezonie 2017/18 (oba kluby będą nadal występowały w Srpskiej lidze Vojvodina), dzięki czemu FK TSC Bačka Topola awansował do Prvej Ligi z 3. miejsca w tabeli.

## Drużyny występujące w sezonie 2019/20
| Klub                           | Miasto               |
| ------------------------------ | -------------------- |
| FK 1. Maj Ruma                 | Ruma                 |
| FK Bačka 1901 Subotica         | Subotica             |
| FK Borac Sakule                | Sakule               |
| FK Bratstvo 1946 Prigrevica    | Prigrevica           |
| FK Dinamo 1945 Pančevo         | Pančevo              |
| FK Dunav Stari Banovci         | Stari Banovci        |
| FK Hajduk 1912 Kula            | Kula                 |
| FK Kozara Banatsko Veliko Selo | Banatsko Veliko Selo |
| FK Omladinac Novi Banovci      | Novi Banovci         |
| FK Radnički 1912 Sombor        | Sombor               |
| FK Radnički Sremska Mitrovica  | Sremska Mitrovica    |
| FK Radnički Zrenjanin          | Zrenjanin            |
| FK Vojvodina 1928 Perlez       | Perlez               |
| FK Željezničar Pančevo         | Pančevo              |
| OFK Bečej 1918                 | Bečej                |
| OFK Vršac                      | Vršac                |